# Le Testament Donadieu
Le Testament Donadieu est un roman de Georges Simenon paru en 1937.

## Résumé
La mort soudaine d'Oscar Donadieu (72 ans), armateur considéré de La Rochelle, provoque l'émoi de la ville. Le corps de l'armateur a été retrouvé au fond du canal et il est difficile de croire, connaissant la personnalité d'Oscar Donadieu, qu'il puisse s'agir d'un accident et a fortiori d'un suicide. Le doute plane quant à l'éventualité d'un crime dont l'auteur pourrait être Frédéric Dargens, la dernière personne ayant vu Oscar Donadieu vivant. Pourtant le mystère reste entier, les héritiers Donadieu se refusant à envisager cette hypothèse qui impliquerait dans un acte criminel Frédéric, vieil ami de la famille. 
Le testament d'Oscar Donadieu dispose que la totalité de sa fortune sera dévolue à ses quatre enfants qui ne pourront toutefois vendre, même partiellement, aucun de ses biens meubles et immeubles, avant que le dernier des héritiers n'ait atteint sa majorité (il s'agit en l'occurrence de Kiki, le fils cadet). Quant à la veuve du disparu, elle bénéficie seulement de l'usufruit d'un quart des biens. Ces dispositions imprévues bouleversent complètement la hiérarchie du clan Donadieu et plongent les enfants dans une grande perplexité.  
Mme Donadieu réagit contre cette espèce de déshéritement en prenant d'autorité, dans les entreprises familiales, des décisions qu'elle n'est pas habilitée à prendre, en innovant au mépris des règles intangibles, fixées traditionnellement. Elle y sera aidée par l'intervention dans les affaires de Philippe Dargens qui, après avoir séduit Martine, réussira à s'en faire épouser, occupant chez les Donadieu une place de plus en plus prépondérante, grâce à son dynamisme, à son sens des affaires et à son esprit d'intrigue. Peu à peu, les Donadieu verront leur champ d'action se rétrécir. En ce qui concerne Michel, le fils aîné, être mou et sans ressort, surtout préoccupé d'amours clandestines, il sera facile à Philippe de le reléguer à Saint-Raphaël après le scandale qu'il a provoqué en faisant avorter sa secrétaire, Odette Baillet. Cette affaire, exploitée par un certain docteur Lamb, amènera l'assassinat de ce dernier par le père Baillet, tandis qu'Odette, devenue gênante pour les Donadieu, s'en va à Paris où Frédéric Dargens la retrouvera.  
Seuls de la famille, Marthe Donadieu et son mari Jean Olsen restent à La Rochelle, où ils assument la gestion de ce qui reste de l'affaire Donadieu. Quant à Philippe, dévoré par l'ambition et le succès, il crée une banque à Paris. Il a pu démarrer dans de grosses affaires grâce à l'appui financier d'un couple dont il acquiert la confiance et l'admiration : Albert Grindorge, héritier d'une très grosse fortune, et sa femme Paulette. Philippe fait de celle-ci sa maîtresse afin d'appuyer auprès des Grindorge ses demandes de fonds. Paulette se méprend sur ses intentions, pensant que Philippe l'aime et qu'il est prêt à quitter sa femme pour elle ; elle forme alors le projet de supprimer son mari et l'empoisonne à la fin d'une partie de chasse.  
Atterré par le geste de sa maîtresse que l'on vient d'inculper, Philippe voit sa duplicité dénoncée par Martine qui, plutôt que de renoncer à l'homme qu'elle aime, préfère lui donner la mort avant de se tuer elle-même. Le clan Donadieu ainsi réduit, c'est le moment où le cadet, qui avait fui en Amérique par besoin d'évasion, vient d'atteindre sa majorité. Rappelé à La Rochelle, il assiste aux funérailles du couple, étranger parmi les siens, avant de repartir vers son existence simple et fruste, indifférent au testament Donadieu. 

## Aspects particuliers du roman
Le premier long roman de Simenon (plus de 300 pages dans l'édition originale) qu'on a pu qualifier de balzacien parce qu’il met en parallèle l’arrivisme provincial et la réussite parisienne. Il est composé de trois parties : Les dimanches de La Rochelle ; Les dimanches de Saint-Raphaël ; Les dimanches de Paris. 
C’est l’histoire détaillée de la désagrégation d’une famille à travers l’étude psychologique des membres du « clan » après la mort du chef.
Le roman Touriste de bananes est la suite du Testament Donadieu.

## Fiche signalétique de l'ouvrage

### Cadre spatio-temporel

#### Espace
La Rochelle. Saint-Raphaël. Paris. 

#### Temps
Époque contemporaine.

### Les personnages

#### Personnage principal
Philippe Dargens. Fils de Frédéric Dargens. Célibataire, puis époux de Martine Donadieu. 25 ans (au début du roman).

#### Autres personnages
- Mme Donadieu, veuve d’Oscar Donadieu, surnommée la « reine mère »
- Michel Donadieu, leur fils aîné, 37 ans et son épouse Eva Grazielli
- Marthe Donadieu, sœur de Michel, et son mai Jean Olsen, 32 ans, Norvégien
- Martine Donadieu, sœur de Marthe et de Michel, 17 ans
- Oscar Donadieu, dit Kiki, fils cadet, 15 ans
- Odette Baillet, secrétaire de Michel, 22 ans, et son père François Baillet
- Frédéric Dargens, la cinquantaine, banquier ruiné, exploitant d’une salle de cinéma
- Albert Grindorge et sa femme Paulette, amis du couple Dargens-Donadieu.

## Éditions
- Édition originale : Gallimard, 1937
- Folio Policier, n° 140, 1999 (ISBN 978-2-07-041256-3)
- Tout Simenon, tome 20, Omnibus, 2003  (ISBN 978-2-258-06105-7)
- Romans durs, tome 2, Omnibus, 2012  (ISBN 978-2-258-09356-0)
- Romans durs, tome 2, Omnibus, 2023  (ISBN 978-2-258-20259-7)

## Source
- Maurice Piron, Michel Lemoine, L'Univers de Simenon, guide des romans et nouvelles (1931-1972) de Georges Simenon, Presses de la Cité, 1983, p. 60-61  (ISBN 978-2-258-01152-6)